# St. Dionysius (Mettenbach)

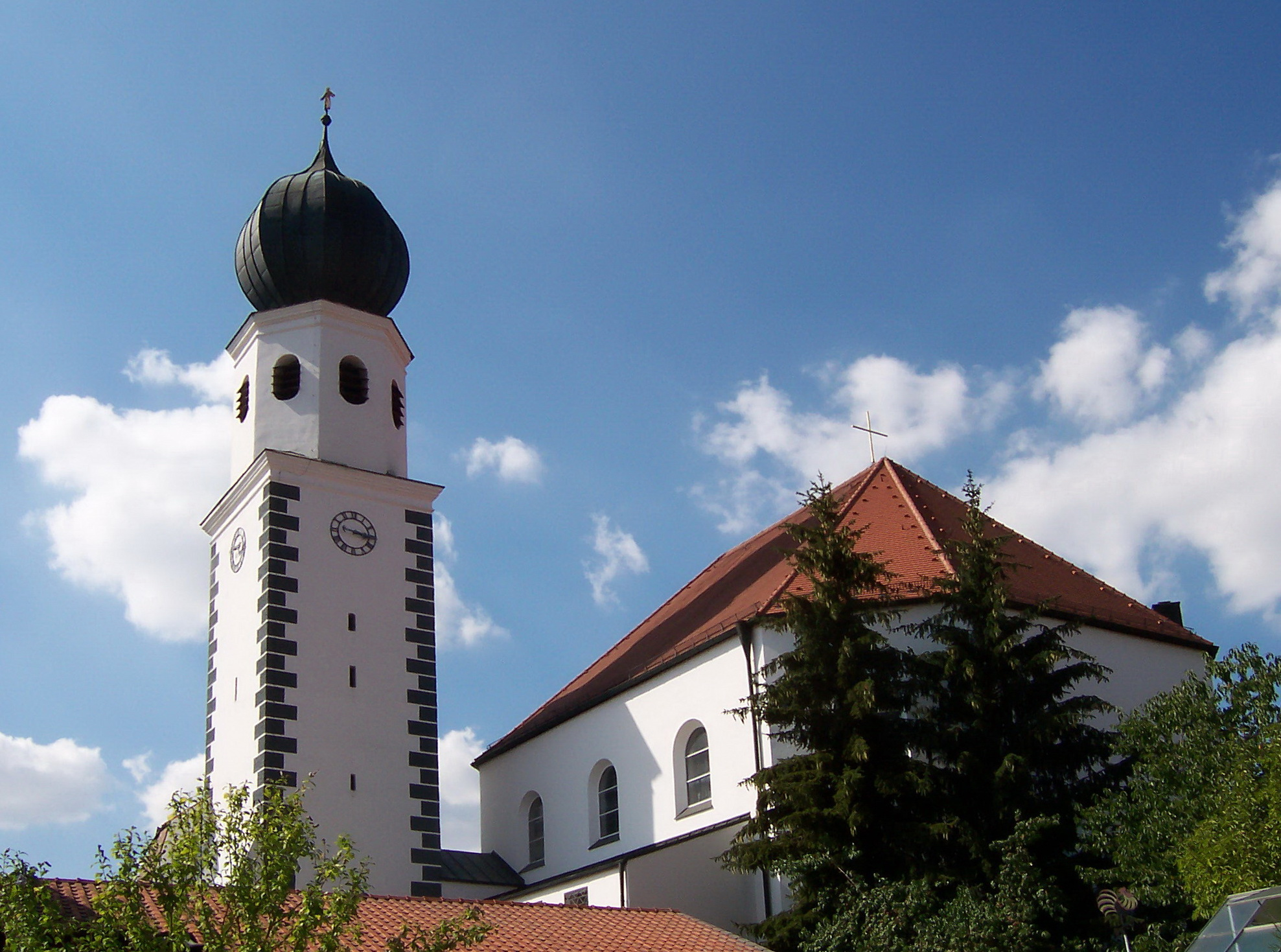
Außenansicht der Pfarrkirche St. Dionysius von Südosten

Die römisch-katholische Pfarrkirche St. Dionysius (auch St. Dionys) in Mettenbach, einem Ortsteil der Marktgemeinde Essenbach im niederbayerischen Landkreis Landshut, ist ein moderner Bau, der in den Jahren 1966/67 nach den Plänen von Friedrich Ferdinand Haindl errichtet wurde. Von dem zeitgleich geschleiften Vorgängerbau ist lediglich der Turm erhalten. Dieser geht in der Substanz auf eine Chorturmkirche des 12. Jahrhunderts zurück, wurde jedoch barock umgestaltet. Der Turm erhielt dabei eine eingeschnürte Zwiebelkuppel. Bei der jüngsten Renovierung in den Jahren 2008/09 wurden die durch blaue Tünchung ausgezeichneten Eckrustizierungen des Turmes wieder an die weiße Fassadenfarbe angeglichen. Auch einige Ausstattungsstücke des Vorgängerbaus wurden in die neue Kirche übernommen.
Die Pfarrei St. Dionysius bildet mit Mariä Himmelfahrt (Essenbach) und Mater Dolorosa (Mirskofen) die katholische Pfarreiengemeinschaft Essenbach im Dekanat Landshut des Bistums Regensburg.

## Jüngere Baugeschichte
Da sich der Vorgängerbau um die Mitte des 19. Jahrhunderts in einem schlechten baulichen Zustand befand und für die wachsende Gemeinde zu wenig Raum bot, wurde das Kirchenschiff um 1865 auf 50 Fuß (14,60 Meter) verlängert und auf 25 Fuß verbreitert (7,30 Meter). Im Zuge dieser Arbeiten erfolgte auch die Anschaffung neuer Ausstattung; zum Beispiel kamen neuromanische Altäre in die Mettenbacher Pfarrkirche.
Im Jahr 1963 beschloss die damalige Gemeinderat Mettenbachs den Neubau eines Friedhofs auf einem Gemeindegrundstück nördlich der Pfarrkirche. Im Zuge dessen wurde der alte Friedhof rund um die Pfarrkirche aufgelöst. Damit war Platz für einen Neubau der Pfarrkirche, für den sich der 1962 eingesetzte Pfarrer Seidl in hohem Maße einsetzte, geschaffen worden. Nachdem die Finanzierungsfrage geklärt worden war, fanden am 17. Juli 1966 bei strömendem Regen die Grundsteinlegung und die Einweihung des neuen Friedhofs durch Domkapitular Häglsperger statt. In den Jahren 1966/67 wurde auf dem Grund des alten Friedhof eine neue, moderne Pfarrkirche nach den Plänen des Münchner Architekten Friedrich Ferdinand Haindl errichtet. Der Bau wurde nördlich den bestehenden Kirchturm angelehnt, der der Planung zufolge erhalten bleiben sollte.
Im Gegensatz dazu sollte der Altbau geschleift werden. Dagegen hatten verschiedene Behörden Einwände vorgebracht, da sie die historische Bausubstanz unter Denkmalschutz stellen wollten. Stattdessen stellte die Mettenbacher Bevölkerung die Amtsvertreter nach der Fertigstellung des Neubaus vor vollendete Tatsachen. Über Nacht rissen sie das alte, nun überflüssige Kirchenschiff mit ihren Traktoren ein, während der Turm stehenblieb. Da dieser Vorgang freilich gegen behördliche Vorgaben verstieß, wurde vom Landratsamt ein Bußgeld von 2000 D-Mark verhängt. 1000 D-Mark konnte durch Spenden aus der Mettenbacher Bevölkerung aufgebracht, die zweite Hälfte des Bußgeldes wurden durch zwei Holzreliefs des alten Hochaltares beglichen. Diese wurden einige Jahre später, inzwischen fachmännisch restauriert, zurückgegeben. Am 12. Mai 1968 erfolgte die Weihe des Neubaus durch den Regensburger Weihbischof Josef Hiltl.

## Patronat
Die Mettenbacher Pfarrkirche ist dem heiligen Dionysius von Paris (Gedenktag: 9. Oktober) gewidmet. Dieses Patrozinium geht auf das Stift Obermünster zurück, dem die Pfarrei seit ihrer Errichtung im 12. Jahrhundert angehörte. Bis zur Säkularisation im Jahr 1803 übte die Äbtissin des Stifts das Präsentationsrecht für die Pfarrstelle aus.

## Orgel
Die Orgel der Pfarrkirche St. Dionysius wurde im Jahr 1968 von Michael Weise aus Plattling erbaut. Das Kegelladeninstrument mit elektrischer Spiel- und Registertraktur umfasste ursprünglich acht Register auf einem Manual und Pedal und wurde später um ein zweites Manual erweitert. Die ursprüngliche Disposition lautet wie folgt:
| I Manual C–g3 |            |       |
| 1.            | Salicional | 8′    |
| 2.            | Quintade   | 8′    |
| 3.            | Gedackt    | 8′    |
| 4.            | Principal  | 4′    |
| 5.            | Rohrflöte  | 4′    |
| 6.            | Octav      | 2′    |
| 7.            | Mixtur IV  | 1 ⁄3′ |

| Pedal C–f1 |        |     |
| 8.         | Subbaß | 16′ |

- Koppel: I/P